# Euclimacia woodhousei
Euclimacia woodhousei är en insektsart som beskrevs av Navás 1914. Euclimacia woodhousei ingår i släktet Euclimacia och familjen fångsländor. Inga underarter finns listade i Catalogue of Life.